# Isacco Gioacchino Levi
Isacco Gioacchino Levi (Busseto, 2 novembre 1818 – Busseto, 28 gennaio 1908) è stato un pittore e scrittore italiano.

## Biografia
Nato in un'agiata famiglia ebrea, manifestò subito le sue inclinazioni artistiche. Studiò pittura a Parma presso l'Accademia di Belle Arti. 
Grazie alle sue spiccate doti fu insignito di due medaglie d'oro e nel 1849 vinse il premio annuale per la miglior opera che gli consentì di recarsi a Roma per perfezionarsi.
Dal 1856 al 1859 fu docente al Collegio Convitto Nazionale di Torino, mentre dal 1860 insegnò all'Accademia Militare di Milano. 
Fu anche socio onorario dell'accademia delle Belle Arti nella città di Urbino e Parma.
Scrisse anche delle novelle come Il barbiere suonatore. Ebbe due figli dalla moglie Clelia Cavitelli de Marziani, di fede cattolica che lo lasciò vedovo. Morì nel 1908 a Busseto.